# GP van Nederland MX3 2006
De Grote Prijs van Nederland in het Wereldkampioenschap MX3 in 2006 werd gehouden op Hemelvaartsdag, 25 mei 2006 in Rhenen, meer bepaald op het circuit Kwintelooijen nabij Veenendaal. Het was de eerste van twee Grote Prijzen op de kalender in Nederland van het Wereldkampioenschap MX3 2006.
Titelverdediger Sven Breugelmans, een zandspecialist, vond in Rhenen een circuit dat hem lag, en hij won beide reeksen vóór zijn teamgenoot en grote concurrent in het wereldkampioenschap, Yves Demaria. Daardoor kon Breugelmans de achterstand op Demaria in het wereldkampioenschap verder terugbrengen tot zeven puntjes. Breugelmans had ook in 2005 in Rhenen beide reeksen in de Grote Prijs gewonnen.

## Uitslag eerste reeks
| plaats | naam                | land |
| ------ | ------------------- | ---- |
| 1      | Sven Breugelmans    | BEL  |
| 2      | Yves Demaria        | FRA  |
| 3      | Cristian Beggi      | ITA  |
| 4      | Jan Zaremba         | CZE  |
| 5      | Martin Zerava       | CZE  |
| 6      | Christian Stevanini | ITA  |
| 7      | Michal Kadlecek     | CZE  |
| 8      | William Saris       | NED  |
| 9      | Heikki van den Berg | NED  |
| 10     | Erik Davids         | NED  |

## Uitslag tweede reeks
| plaats | naam                | land |
| ------ | ------------------- | ---- |
| 1      | Sven Breugelmans    | BEL  |
| 2      | Yves Demaria        | FRA  |
| 3      | Cristian Beggi      | ITA  |
| 4      | Jan Zaremba         | CZE  |
| 5      | Anne Advocaat       | NED  |
| 6      | Michal Kadlecek     | CZE  |
| 7      | Jurgen Van Nooten   | BEL  |
| 8      | Michael Staufer     | AUT  |
| 9      | Christian Stevanini | ITA  |
| 10     | Marc Ristori        | SUI  |

## Eindstand Grote Prijs
| plaats | naam               | land | punten |
| ------ | ------------------ | ---- | ------ |
| 1      | Sven Breugelmans   | BEL  | 50     |
| 2      | Yves Demaria       | FRA  | 44     |
| 3      | Cristian Beggi     | ITA  | 40     |
| 4      | Jan Zaremba        | CZE  | 36     |
| 5      | Michal Kadlecek    | CZE  | 29     |
| 6      | Cristian Stevanini | ITA  | 27     |
| 7      | William Saris      | NED  | 22     |
| 8      | Marc Ristori       | SUI  | 18     |
| 9      | Jarno Verhorevoort | NED  | 18     |
| 10     | Martin Zerava      | CZE  | 18     |

## Tussenstand wereldkampioenschap
| plaats | naam                | land | punten |
| ------ | ------------------- | ---- | ------ |
| 1      | Yves Demaria        | FRA  | 255    |
| 2      | Sven Breugelmans    | BEL  | 248    |
| 3      | Marc Ristori        | SUI  | 197    |
| 4      | Enrico Oddenino     | ITA  | 184    |
| 5      | Cristian Beggi      | ITA  | 182    |
| 6      | Saso Kragelj        | SLO  | 125    |
| 7      | Jan Zaremba         | CZE  | 121    |
| 8      | Daniele Bricca      | ITA  | 107    |
| 9      | Nenad Sipek         | CRO  | 89     |
| 10     | Michal Kadlecek     | CZE  | 81     |
| 11     | Vincent Collet      | BEL  | 78     |
| 12     | David Cadek         | CZE  | 76     |
| 13     | Martin Zerava       | CZE  | 70     |
| 14     | Michael Staufer     | AUT  | 68     |
| 15     | Christian Stevanini | ITA  | 61     |
| 16     | Christophe Martin   | FRA  | 56     |
| 17     | Bader Manneh        | ITA  | 53     |
| 18     | Julien Vanni        | FRA  | 35     |
| 19     | Felice Compagnone   | ITA  | 34     |
| 20     | Jurgen Van Nooten   | BEL  | 29     |